# Thomas de Lundin
Pour les articles homonymes, voir Lundin.
Thomas de Lundin, également appelé Thomas Durward ou Thomas Hostarius (mort après 1228), est un noble écossais du début du XIIIe siècle.

## Biographie
Thomas est l'un des deux fils d'un certain Máel Coluim de Lundie, dans l'Angus. Sa mère est la fille du comte de Mar Gille Críst. À la mort de celui-ci, survenue vers 1203/1207, il revendique le comté de Mar contre un autre prétendant, Duncan. Celui-ci finit par obtenir gain de cause, mais Thomas et sa famille conservent une partie des terres liées au titre.
À la cour du roi Alexandre II, Thomas de Lundin occupe la charge de hostarius, littéralement « portier ». C'est de là que vient le nom de Durward (door-ward) pris par ses descendants. Il épouse une fille du comte d'Atholl Máel Coluim, qui lui donne deux fils, Alan et Colin.
Thomas est cité dans les sources pour la dernière fois en 1228. À sa mort, survenue à une date inconnue, son fils Alan devient à son tour hostarius. Il joue un rôle politique important durant la minorité d'Alexandre III.